# Star Sixes
El Star Sixes Tournament es una competición de fútbol indoor que se juega con equipos formados por seis jugadores veteranos por equipo, los cuales representan a la selección nacional en la que jugaron antaño.
Entre los días 13 y 16 de julio de 2017 tuvo lugar la edición inaugural disputada en el O2 Arena de Londres, Inglaterra.

## Formato
En la edición inaugural participaron doce selecciones. Cada combinado debe tener un equipo formado por diez jugadores de los cuales seis están sobre el terreno de juego, incluido el capitán, el cual elige a sus compañeros al igual que los organizadores del torneo.
La primera fase consiste en tres grupos de cuatro equipos a modo de liguilla de todos contra todos a una sola vuelta. Se clasifican para la siguiente ronda los dos primeros de cada grupo y los dos mejores terceros.
En caso de empate, se pasará directamente a los penalties. Cada partido dura veinte minutos en la fase regular y treinta en las eliminatorias.

## Campeonatos
| Año          | Sede    | Campeón    | Subcampeón      | Tercer lugar      | Cuarto lugar |
| ------------ | ------- | ---------- | --------------- | ----------------- | ------------ |
| 2017 Detalle | Londres | Francia    | Dinamarca       | España            | Brasil       |
| 2019 Detalle | Glasgow | Inglaterra | Resto del Mundo | Escocia e Irlanda | Desierto     |